# Złoty polski

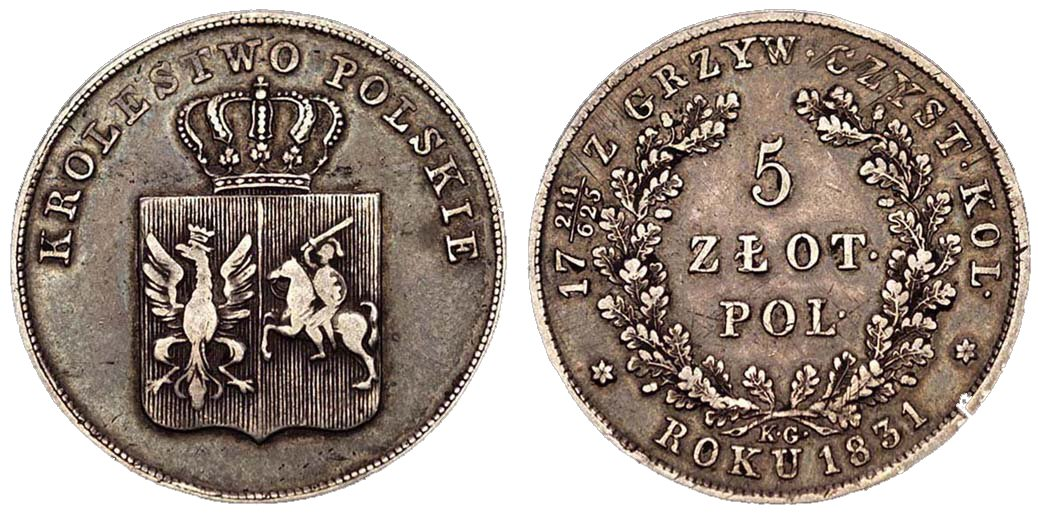
Moneta 5 złp z 1831

Złoty polski – obrachunkowa jednostka pieniężna równa 30 groszom, w czasach nowożytnych wybijana jako moneta. Powstała przed połową XV wieku dla oznaczenia 30 groszy (540 denarów), stanowiących ekwiwalent w srebrze dla złotego dukata, nazywanego czerwonym złotym.
Po raz pierwszy realnie wybity za panowania Zygmunta II Augusta jako tak zwany półkopek. Wartość 30 groszy miały także talary lekkie Zygmunta III Wazy z lat 1620–1622. Srebrne złotówki bito w 1661 i 1663–1666 jako tymfy. Od czasu reform monetarnych Stanisława Augusta Poniatowskiego złoty polski był ekwiwalentem 4 groszy srebrnych lub 30 miedzianych. W czasie insurekcji kościuszkowskiej Dyrekcja Biletów Skarbowych wydawała bilety skarbowe opiewające na 1 złoty polski. 
W 1828 w Królestwie Polskim utworzono Bank Polski, pierwszy polski bank emisyjny. W 1824 wyemitowano złotowe bilety kasowe, zaś w czasie powstania listopadowego pierwsze banknoty. W Królestwie Polskim do 1841 emitowano złoty polski i jego wielokrotność w srebrze (2, 5, 10 złp) i złocie (20, 25, 50 złp). Od 1832 wyznaczono wartość 1 złp na 15 kopiejek. W Galicji złoty polski jako jednostka obrachunkowa był używany do 1846 (4 złp stanowiły 1 gulden, czyli złoty reński).